# エジプト・ステーション
『エジプト・ステーション』（英語: Egypt Station）は、2018年9月7日に発売されたポール・マッカートニーの通算17作目のアルバム。

## 解説
オリジナル・アルバムとしては、2013年発売の『NEW』以来5年ぶりのリリース。同時に古巣となるキャピトル・レコードへの再移籍後初のアルバムとなる。
アートワークに使用されたイラストは、1988年にマッカートニーによって描かれたもので、アルバム・タイトルはこのイラストと共鳴している。マッカートニーはアルバム・タイトルについて「すごく気に入っている言葉で、僕らがかつて作っていたアルバムを思いおこさせる。本作は1曲目の駅から出発し、楽曲それぞれが違う駅のような感じ。そのアイデアが収録曲全ての原型になっている。それは音楽が織りなす夢のような場所だと思っている。」とコメントしている。
本作のレコーディングは、ロサンゼルスとロンドン、サセックスのスタジオにて行なわれた。本作は、主にグレッグ・カースティンとマッカートニーの共同プロデュースだが、1曲のみライアン・テダーによるプロデュースとなっている。収録曲のうち、「バック・イン・ブラジル」はサンパウロに所在するKLBスタジオで録音された。
本作からの第1弾シングルとして両A面シングル「アイ・ドント・ノウ / カム・オン・トゥ・ミー」を2018年6月20日に発売された。その後、「ファー・ユー」、「フー・ケアズ」もシングル盤として発表されている。2019年1月1日にはシングル「ゲット・イナフ」が発表され、本作のエクスプロラーズ・エディションに収録された。

### プロモーション
2018年6月10日、マッカートニーは公式Instagramがこれまでの投稿を削除し、突如謎のシンボルを描いた写真とさまざまな楽器を演奏する姿を写した写真が投稿された。アルバム・タイトルである「エジプト・ステーション」は、マッカートニーの76歳の誕生日である2018年6月18日に発表された。翌日には両A面シングル「アイ・ドント・ノウ/カム・オン・トゥ・ミー」が6月20日に発売されることがアナウンスされ、同日に本作の発売日やレコーディングに関する情報も発表された。
6月21日にCBSで放送された『レイト×2ショー with ジェームズ・コーデン』のコーナー「カープール・カラオケ」に出演。その一環としてマッカートニーは、リバプールにあるフィルハーモニック・ダイニング・ルームでギグを行ない、「カム・オン・トゥ・ミー」を初めて演奏した。この模様は、シングル盤のリリースに合わせて6月17日に「When Corden Met McCartney (Live from Liverpool)」と題されて放送された。
7月3日に公式サイト上で、9月17日よりカナダ・ケベック・シティーを皮切りに「フレッシュン・アップ」ツアーの開始が発表された。
7月19日にマッカートニーは公式Instagramでファンに「来週、あなたがポールが行うロンドンのシークレット・イベントに出席すべき理由は何ですか?（Why do you think you should attend a secret event in London with Paul next week?）」という質問が書かれた画像を投稿し、ファンに対してハッシュタグ「#UnderTheStaircase」を付けてショート・ムービーを投稿することを求めた。この中から選ばれたファンは、多くの有名人が出席したアビー・ロード・スタジオでのシークレット・ライヴに招待された。この時のセットリストはライヴ初披露となる「カム・オン・トゥ・ミー」「コンフィダンテ」「ファー・ユー」「フー・ケアズ」の4曲で、いずれも本作に収録されている。7月26日には、キャヴァーン・クラブにて無料ライブが行なわれた。
7月25日にリバプール芸術学校で「Casual Conversation」と題された講演会が行なわれた。ジャーヴィス・コッカーがモデレーターを務めたこのイベントの模様は、Facebook上でライブ・ストリーミングされ、視聴者から寄せられた質問に答えた。
8月15日にアルバムからの第2弾シングルとして「ファー・ユー」がリリースされた。
9月3日に公式YouTubeチャンネルで、「Egypt Station – Words Between the Tracks」と題した収録曲の解説動画が公開された。
9月7日に本作の発売を記念し、グランド・セントラル駅でシークレット・ライヴが開催された。このライヴの模様は、後に公式YouTubeチャンネルで公開された。
本作の発売に先駆け、シングル「アイ・ドント・ノウ」「カム・オン・トゥ・ミー」「ファー・ユー」のリリック・ビデオが公開され、発売後に収録曲「ファー・ユー」「バック・イン・ザ・ブラジル」「カム・オン・トゥ・ミー」のミュージック・ビデオが公開された。

### チャート・アクション
本作は、2018年9月22日付のBillboard 200で初登場1位を獲得した。アルバムが全米チャートで1位を獲得したのは、1982年発売の『タッグ・オブ・ウォー』以来36年ぶりで、通算8作目となる。また、マッカートニーのアルバムが全米チャートで初登場1位を獲得したのは本作が初で、2週目には8位にランクインした。
イギリスでは2018年9月14日付の全英アルバムチャートで最高3位、日本では2018年9月17日付のオリコン週間アルバムランキングで最高6位を獲得した。

## エクスプロラーズ・エディション
2019年5月17日に『エジプト・ステーション (エクスプロラーズ・エディション)』が緊急発売された。
『エジプト・ステーション』の他、『エジプト・ステーションII』と題されたボーナス・ディスクが付属。『エジプト・ステーション』リリース後に発表されたシングル「ゲット・イナフ」やアビー・ロード・スタジオやキャヴァーン・クラブなどマッカートニーにゆかりのある場所などで行われたサプライズ・ライブから厳選されたライブ音源4曲などCD初収録となる8曲が追加収録された。3LP、2CDの2形態で発売され、ターゲット盤や日本盤、ヨーロッパ盤には「ゲット・スターティッド」「ナッシング・フォー・フリー」が追加収録されている。また、3000セット限定でカセットテープ、マッカートニーによる手書きのメモ、地図のイラスト、ラゲージ・ステッカー、リトグラフ、ジグソーパズル、トランプなどの付録がついた「トラベラーズ・エディション」も制作され、5月10日にリリースされた。こちらには「フランク・シナトラズ・パーティー」「シックスティ・セカンド・ストリート」、「フー・ケアズ」のエクステンデッド・バージョンが含まれている。
ジャケットもオリジナル版から変更され、空が夕方のようになっており、通常盤にはいなかった、ゴーストの姿がある。

## 収録曲
| #         | タイトル                                                                    | 作詞・作曲                              | 時間  |
| --------- | --------------------------------------------------------------------------- | --------------------------------------- | ----- |
| 1.        | 「オープニング・ステーション」(Opening Station)                             |                                         | 0:42  |
| 2.        | 「アイ・ドント・ノウ」(I Don't Know)                                        |                                         | 4:27  |
| 3.        | 「カム・オン・トゥ・ミー」(Come On To Me)                                   |                                         | 4:11  |
| 4.        | 「ハッピー・ウィズ・ユー」(Happy With You)                                  |                                         | 3:34  |
| 5.        | 「フー・ケアズ」(Who Cares)                                                 |                                         | 3:13  |
| 6.        | 「ファー・ユー」(Fuh You)                                                   | ポール・マッカートニー ライアン・テダー | 3:23  |
| 7.        | 「コンフィダンテ」(Confidante)                                              |                                         | 3:04  |
| 8.        | 「ピープル・ウォント・ピース」(People Want Peace)                           |                                         | 2:59  |
| 9.        | 「ハンド・イン・ハンド」(Hand In Hand)                                      |                                         | 2:35  |
| 10.       | 「ドミノズ」(Dominos)                                                       |                                         | 5:02  |
| 11.       | 「バック・イン・ブラジル」(Back In Brazil)                                  |                                         | 3:21  |
| 12.       | 「ドゥ・イット・ナウ」(Do It Now)                                           |                                         | 3:17  |
| 13.       | 「シーザー・ロック」(Caesar Rock)                                           |                                         | 3:29  |
| 14.       | 「ディスパイト・リピーティッド・ウォーニングス」(Despite Repeated Warnings) |                                         | 6:58  |
| 15.       | 「ステーションII」(Station II)                                              |                                         | 0:46  |
| 16.       | 「ハント・ユー・ダウン/ネイキッド/C-リンク」(Hunt You Down/Naked/C-Link)    |                                         | 6:22  |
| 合計時間: | 合計時間:                                                                   | 合計時間:                               | 57:23 |

| #         | タイトル                                         | 作詞・作曲                              | 時間  |
| --------- | ------------------------------------------------ | --------------------------------------- | ----- |
| 17.       | 「ゲット・スターティッド」(Get Started)          |                                         | 3:41  |
| 18.       | 「ナッシング・フォー・フリー」(Nothing for Free) | ポール・マッカートニー ライアン・テダー | 3:15  |
| 合計時間: | 合計時間:                                        | 合計時間:                               | 64:26 |

| #         | タイトル | 作詞・作曲                                                 | 時間  |
| --------- | --- | ---------------------------------------------------------- | ----- |
| 1.        | 「ゲット・スターティッド」(Get Started)                                                                           |                                                            | 3:41  |
| 2.        | 「ナッシング・フォー・フリー」(Nothing for Free)                                                                  | ポール・マッカートニー ライアン・テダー                    | 3:15  |
| 3.        | 「フランク・シナトラズ・パーティー」(Frank Sinatra's Party)                                                       |                                                            | 2:44  |
| 4.        | 「シックスティ・セカンド・ストリート」(Sixty Second Street)                                                       |                                                            | 3:57  |
| 5.        | 「フー・ケアズ (フル・レングス)」(Who Cares (Full Length))                                                        |                                                            | 5:33  |
| 6.        | 「ゲット・イナフ」(Get Enough)                                                                                    | ポール・マッカートニー ライアン・テダー ザック・スケルトン | 2:58  |
| 7.        | 「カム・オン・トゥ・ミー (ライヴ・アット・アビイ・ロード・スタジオ)」(Come On To Me (Live At Abbey Road Studios)) |                                                            |       |
| 8.        | 「ファー・ユー (ライヴ・アット・キャヴァーン・クラブ)」(Fuh You (Live At The Cavern Club))                        |                                                            | 3:35  |
| 9.        | 「コンフィダンテ (ライヴ・アット・LIPA)」(Hand In Hand)                                                           |                                                            | 3:16  |
| 10.       | 「フー・ケアズ (ライヴ・アット・グランド・セントラル・ステーション)」(Who Cares (Live At Grand Central Station))  |                                                            | 3:02  |
| 合計時間: | 合計時間: | 合計時間:                                                  | 32:01 |

## パーソネル
- ポール・マッカートニー - リード・ボーカル、バッキング・ボーカル（＃2-14,16）、アコースティック・ギター（＃2-5,7-14,16）、キーボード（＃2-4,6-14,16）、ベース（＃2,4-8,10-14,16）、パーカッション（＃2,3,8,10,11,13,14,16）、ドラムス（＃2,8,10,12-14,16）、エレクトリック・ギター（＃3,8,10,11,14,16）、ハーモニカ（＃3）、テープ・ループ（＃10）、アシスタント・プロデューサー[31]

外部ミュージシャン
- グレッグ・カースティン（英語版） - プロデューサー、エンジニア、編曲、キーボード（＃2,4,8,11,14）、エレクトリック・ギター（＃2,3）、メロトロン（＃2）、パーカッション（＃3,12）、バッキング・ボーカル（＃8）、マリンバ（＃10）、効果音（＃11）、ヴィブラフォン（＃16）
- ロブ・ミレット - ツィンバロム（＃2,4,10）
- ポール・ウィッケンズ（英語版） - キーボード（＃3,5,13,14）
- エイブ・ラボリエル・ジュニア（英語版） - ドラムス（＃3,5,11,13,14）、パーカッション（＃4,12,16）、タック・ピアノ（＃4）、バッキング・ボーカル（＃5,11,12,13,14,16）
- ラスティ・アンダーソン（英語版） - エレクトリック・ギター（＃3,5,12,13,14,16）、バッキング・ボーカル（＃5,12,13,14,16）、アコースティック・ギター（＃14）
- ブライアン・レイ（英語版） - エレクトリック・ギター（＃3,5,13,14,16）、ベース（＃3）、バッキング・ボーカル（＃5,13,14,16）、アコースティック・ギター（＃14）
- ティム・ルー - チェロ（＃3,16）
- グレッグ・フィリンゲインズ - ピアノ（＃3）
- ペドロ・エウスターチェ（英語版） - フルート（＃4,9,11）、ドゥドゥク（＃11）
- ライアン・テダー - バッキング・ボーカル（＃6）、プログラミング（＃6）、アシスタント・プロデューサー（＃6）
- ザック・スケルトン - プログラミング（＃6）、アシスタント・プロデューサー（＃6）
- イナラ・ジョージ（英語版）、アレックス・パスコ、マット・タグル、コリン・カドレック - バッキング・ボーカル（＃8）
- バネッサ・フリーバーン・スミス（英語版） - チェロ（＃8,9）
- ジョディ・バーネット - チェロ（＃9）
- キャロライン・ルジーン、ロイ・ベネット - バッキング・ボーカル（＃13）
- セッション・ミュージシャン - オーケストラ・合唱団（＃1-4,6,11,12,14-16）
- スパイク・ステント（英語版） - ミキシング
- スティーブ・オーチャード、モーリシオ・チェルソーシモ、アル・シュミット（英語版）、ビリー・ブッシュ（英語版）、リッチ・リッチ、アレックス・パスコ - エンジニア